# Hermannia grandiflora
Hermannia grandiflora är en malvaväxtart som beskrevs av William Aiton. Hermannia grandiflora ingår i släktet Hermannia och familjen malvaväxter. Inga underarter finns listade i Catalogue of Life.